# 화의군 이영 묘역
화의군 이영 묘역(和義君 李瓔 墓域)은 서울특별시 은평구에 있는 이영(李瓔)의 무덤이다. 2005년 12월 8일 서울특별시의 기념물 제24호로 지정되었다.
이 묘역은 조선시대 제 4대 왕인 세종(成宗)의 아들로 단종(端宗) 복위 운동에 가담하여 세조로부터 정치적 탄압을 받았던 화의군 이영(和義君 李瓔: 1425년 ∼ 1489년 이후)의 분묘가 자리한 곳이다

## 지정사유
이 묘역은 조선 제 4대 왕인 세종(成宗)의 아들로 단종(端宗)복위 운동에 가담하여 세조로부터 정치적 탄압을 받았던 화의군 이영(和義君李瓔：1425년∼1489년 이후)의 분묘가 자리한 곳이다.
화의군 이영은 1425년(세종 7년)조선 제 4대왕 세종(世宗)의 여섯 번째 아들(庶1男)로 태어났다. 어머니는 영빈 강씨(令嬪姜氏)이다. 후에 박중손(朴仲孫)의 사위가 되었다. 사육신인 박팽년(朴彭年)의 매부이기도 하다. 1433년(세종 15년) 화의군(和義君)에 봉해졌다.
1455년 세조가 즉위하면서 대간(臺諫)으로부터 금성대군(錦城大君)･혜빈양씨(惠嬪楊氏) 등과 결탁하여 국기(國基)를 어지럽혔다는 탄핵을 받고 외방(外方)에 부처되었다가 1456년 사면되고, 같은 해 상왕(上王：단종)복위사건에 참가한 뒤에 가산(家産)을 적몰당하고 고신(告身：관직 발령 시 관직을 받는 자에게 주는 임명 증명서로 職帖이라고도 함)을 회수당한 뒤 전라도 금산에 안치되었다. 1457년 순흥에 유배되어 있던 금성대군이 순흥부사 이보흠(李甫欽)과 단종 복위운동을 도모하였다가 사사(賜死)되고 영월에 방출된 노산군(魯山君:단종)이 교살(絞殺)되자 화의군도 이에 연루되어 한남군 이어(漢南君李王於)･영풍군 이전(永豊君李瑔)･정종(鄭悰) 등과 함께 금방(禁防)되었다. 문화재 지정 신청서류에는 1460년(세조 5년) 금산에서 사약을 받고 향년 36세를 일기로 순절하였다고 적혀있으나 성종대왕실록(成宗大王實錄)에는 화의군 이영이 1482년(성종 13)특전을 받아 외방종편(外方從便)되었고, 1484년(성종 15년) 정희왕후(貞熹王后)의 유교(遺敎)에 따라 경외종편(京外從便)되었으며 1489년(성종 20년)에는 65세가 된 화의군이 자신의 죄에 연루되어 서민으로 살고 있는 자신의 서자를 종실의 일원으로 거두어 달라고 상서(上書)하자 성종이 조정의 논의를 거쳐 이영의 자손을 천역(賤役)에서 면해 준 사실이 기록되어 있는 바 그가 후손들의 주장처럼 사약을 받고 순절한 것은 아닌 것으로 보인다.
화의군(和義君)은 개인의 품행은 그리 단정하지 못하였으나 학문에 조예가 깊고 절의가 있었으며, 초서와 예서에 능하였다고 한다. 특히 사육신과 함께 종친 중 절의가 깊은 인물로 널리 알려져 안평대군 이용(安平大君李瑢)･금성대군 이유(錦城大君李瑜)･한남군 이어(漢南君李王於)･영풍군 이전(永豊君李瑔)･하령군 이양(河寧君李穰) 등과 함께 정조 때는 육종영(六宗英) 중 한 분으로 거론되었고, 조정의 논의를 거쳐 장릉(莊陵) 배식단(配食壇)에 추향(追享)되기도 했다.
오늘날 은평구 진관외동 산60-2등 5필지의 땅에는 이러한 화의군 이영과 그 후손의 묘역이 자리하고 있다.
화의군 묘역은 아들인 광휘대부(廣徽大夫)금난수(金蘭守)이식(李軾)의 묘 1기 및 기타 후손 묘 2기와 단차를 두고 한곳에 조성되어 있는데 다른 후손들 묘 역과는 일정한 거리를 두고 있다.
가문에 전해지고 있는 가승(家乘)에 의하면 화의군의 묘는 원래 유배지인 금산에 있었는데 1552년(명종 7년)유언에 따라 현재의 묘소가 있는 양주(楊州) 서산(西山) 진관(津寬) 신혈리(神穴里)로 이장했다고 한다. 즉 최초의 조성연대는 1552년이라는 말이다. 이는 화의군이 금산에서 36세의 나이로 사약을 받고 세상을 떠났다는 설에 기초한 주장으로 보인다.
그러나 앞에서 서술했듯이 성종대왕실록 에 의하면, 화의군은 1489년(성종 20년)까지도 생존해 있었고 1484년(성종 15년)이미 경외종편(京外從便：도성밖에서만 자유로이 거주토록 하는 조치)되었으므로 세상 떠날 당시까지 금산에 살고 있었을 가능성은 그리 크지 않은 것으로 보인다. 따라서 묘역이 최초에 금산에 조성되었다는 것 역시 확실한 근거가 있는 주장은 아니다.
한편 화의군 묘역 조성과 관련하여 주요한 정보원이 되는 묘갈은 가승(家乘)과 이에 근거한 전주이씨화의군파보(全州李氏和義君派譜), 그리고 비음기(碑陰記)에 의하면 1569년(선조 2년, 隆慶3년)세워졌다고 기록되어 있다.
그런데 영조실록을 보면,1736년(영조 12년)영조가 절개를 지킨 화의군 영에게 충경(忠景)이라는 시호(諡號)를 내리고 예법(禮法)대로 개장(改葬)하게 한 기록도 나온다. 만약 당초의 묘역이 예법대로 조성되어 있었다면 이상과 같은 개장의 명은 당연히 떨어지지 않았을 것임을 짐작할 수 있다. 따라서 화의군 묘역의 경우 묘갈과 일정 정도의 석물들은 1569년 무렵에 조성되었고 1736년에 이르러 보다 체계적으로 정비가 이루어졌던 것으로 보인다. 그런데 1984년에 후손들이 묘역을 정비하면서 당초 세워지지 않았고 예법에도 어긋나는 무인석(武人石) 2기를 새로 설치하고 분묘 주위로는 호석(護石)을 둘러놓았으며 곡장(曲墻)도 1984년 상부를 보수했다.
이러한 화의군의 묘 북쪽으로는 그 둘째 아들인 여성군(驪城君) 이번(李轓), 증손자 태산군(泰山君)이황(李凰)의 묘를 비롯한 후손 묘 6기가 산 중턱 한 곳에 자리하고 있는데, 화의군 묘역과는 달리 상석 일부를 제외하고 석물들 거의 모두가 근년에 새롭게 조성된 것들이다.
한편, 묘역의 진입공간에는 정려문(旌閭門)1기와 사당인 충경사(忠景祠)1동, 재실(齋室)1동이 위치하고 있다. 가승(家乘)에 의하면 정려문과 충경사는 1810년 8월 선비들이 상소하자 1811년(순조 11년)5월 순조의 명에 의해 조성된 것으로 나와 있으나 실록에는 관련 기록이 보이지 않는다. 그리고 현재의 사당은 예전대로의 것이 아니라 1984년에 74.18m2 규모의 시멘트블록조로, 정려문은 2003년에 모두 새로이 조성된 것 들이다.
화의군 묘역 내에는 분묘를 중심으로 뒤쪽으로는 곡장(曲墻)이 둥글게 둘러쳐 있으며 앞쪽으로는 계체석(階砌石)을 경계로 하여 계체석 위쪽으로 묘갈(墓碣)과 혼유석(魂遊石)이 배치되고 상석(床石)이 계체석에 걸쳐 있으며 그 앞으로 바로 향로석(香爐石)이 직선상으로 배치되어 있다. 계체석 아래쪽으로는 문인석(文人石), 무인석(武人石), 망주석(望柱石)이 좌우 각 1기씩 배치되어 있다. 그리고 두 무인석 중간쯤에는 장명등(長明燈) 1기가 자리하고 있다. 무인석은 원래 없던 것을 1984년 새로 설치한 것이다.
전체적인 배치형식을 보면 묘 주위로 곡장이 둘러쳐져 있고, 망주석이 문인석 아래쪽에 놓여있는 것이 서울지역의 일반적인 사대부 분묘배치와 다른 점이다. 서울지역 내 대군묘(大君墓)나 군묘(君墓)중 곡장이 있는 것은 시 유형문화재제48호 <광평대군 묘역 일원>내에 있는 광평대군의 아들 영순군(永順君)묘 밖에 없다. 같은 대군이라도 양녕대군이나 효령대군,광평대군 등의 묘에서도 곡장은 보이지 않는다. 그리고 일반적인 사대부 묘에서는 망주석이 문인석 위쪽으로 배치되어 있는 예가 많이 보이는데 화의군의 묘에서는 망주석이 문인석 아래쪽에 놓여 있다. 나중에 정비하는 과정에서 배치를 바꾸었는지, 조성 당초부터 현재와 같은 모습이었는지는 확실치 않다.
묘역 내 석물 각각을 살펴보면 다음과 같다. 화의군의 묘에도 일반적인 묘제에서 볼 수 있는 바와 같이 계체석을 경계로 그 위쪽으로는 묘갈, 혼유석, 상석, 향로석(분묘에서 멀어지는 방향으로)이 차례로 자리 잡고 있다. 화의군 분묘 정면 중앙에 세워진 묘갈(墓碣)은 비 머리 부분 [관석(冠石)이라고 한다]이 반원형을 이루고 있는데 앞뒷면 모두 구름무늬가 돋을새김으로 조각되어 있다. 그런데 앞면 구름무늬 한 가운데에 해를, 뒷면에는 그믐달을 조각해 놓은 점이 이채롭다. 비 몸돌(碑身)은 방형(方形)으로 앞면에는 해서체(楷書體)의 글씨로 '화의군지묘(和義君之墓)'라고 쓰여 있고,뒷면에는 ‘융경사년사월일립(隆慶三年四月日立)‘이라고 새겨져 있어 묘주가 화의군(和義君)이고 묘갈이 1569년에 건립되었다는 사실을 알게 해 주고 있다. 비 받침돌 [비좌(碑座)･비대(碑臺)]라고 한다)역시 방형(方形)인데 상부에는 12잎의 복련(覆蓮)이 조각되어 있다. 현재 많이 마멸된 상태여서 문양이 또렷하지는 않다.혼유석(魂遊石)과 향로석(香爐石)은 일반적인 형태를 취하고 있다. 상석(床石)의 경우는 상석을 받치는 북석[고석(鼓石)이라고도 한다]2기가 따로 설치되어 있다.북석에는 문양이 새겨져 있지는 않다.
계체석(階砌石)을 경계로 그 아래쪽 방향으로 놓인 석물 중 묘역에 가장 가까운 것은 문인석(文人石)이다.좌우 각 1기씩, 총 2기 설치된 문인석은 몸과 얼굴 모두 가느다랗고 호리호리한 모습을 하고 있다. 얼굴은 눈을 감았지만 입에 유쾌한 미소를 띠고 있다. 머리에 쓴관(冠)은 조선 후기 석인상에서 많이 보이는 형태대로 복두(幞頭)가 높은 형태를 하고 있어 조성된 시기의 조각 및 복식의 특징을 엿볼 수 있다.
문인석 아래쪽에 놓인 좌우로 각 1기씩 놓여 있는 망주석은 원수(圓首), 운두(雲頭),염의(簾依), 8면 주신(八面柱身), 대석(臺石)모두 온전하게 보존되어 있다. 별도로 문양이 조각되어 있지 않고 세호(細虎)도 조각되어 있지 않다. 계체석 아래 정면 중앙에는 장명등(長明燈) 1기가 자리하고 있다. 전체적으로 4각형 평면이다. 받침돌인 대석(臺石)과 불이 밝혀지는 화사석(火舍石)이 하나로 연결되어 조각되었고 그 위에 옥개석(屋蓋石)을 얹은 형태인데 조선 전기에 비해 전체적으로 안정감이 좀 떨어져 보인다. 대석은 4각 요고형(腰鼓形)인데 하대석(下臺石)에는 각 면에 운족(雲足)을 새겨 넣었고 중대석(中臺石)은 민무늬이며 상대석(上臺石)은 안상(眼象)을 겹겹이 새겨 넣었다. 상대석과 연결되어 조각된 4각형의 화사석(火舍石)에는 4면에 원형(圓形)의 화창(火窓)을 내었다. 화사석 위에 놓인 옥개석(屋蓋石)은 완만한 경사의 팔작지붕 형태를 하고 있는데 4면에 합각을 표현했다. 맨 윗부분에는 보주(寶珠)를 조각했다.
화의군 이영 묘역은 16c 중반 조성된 묘역으로 종친으로서는 드물게 단종 복위운동에 참여하는 등 절의로 이름 있는 화의군의 묘역으로 선조~영조 연간의 묘제(墓制)와 석물(石物) 조각 방식을 잘 보여주는 예로 비교적 원형이 잘 보존되어 있다. 특히, 앞면에는 구름무늬속에 해를 조각하고, 뒷면에는 구름무늬속 그믐달을 조각한 묘갈의 관석(冠石：둥근 비 머리 부분)은 동류 문화재중 매우 희소한 사례에 속한다. 따라서 화의군 이영 묘역을 시 기념물로 지정하고,화의군 이영 묘역 보호를 위해 동 묘역과 일체를 이루고 있는 후손 묘역, 사당, 재실, 정려문,신도비가 있는 구역을 문화재 보호구역으로 지정한다.

## 같이 보기
- 화의군

## 참고 자료
- 화의군 이영 묘역 - 국가유산청 국가유산포털
- 화의군 이영 묘역 - 은평구 문화체육관광